# Гранат (растение)
Грана́т, Грана́тник, или Грана́товое де́рево (лат. Punica) — род кустарников и небольших деревьев семейства Дербенниковые (Lythraceae), прежде считался монотипным и помещался в отдельное, ныне упразднённое, семейство Гранатовые (Punicaceae).
Плоды растений этого рода имеют общеупотребительное название «гранаты»; в ботанике плоды такого типа имеют специальное название — «гранатина».
Происхождение родового названия Punica от латинского слова punicus — «пунический, карфагенский», по широкому распространению растения в этой стране (современный Тунис).
Русское название гранат произошло от латинского granatus (зернистый). В Древнем Риме у этого плода существовало два латинских названия — malum punicum и malum granatum. Первое буквально означало «пуническое яблоко»: пунийцами римляне называли финикийцев, переселившихся из Малой Азии в Северную Африку в XII—VII веках до н. э. и основавших там ряд колоний: Карфаген, Утику, Лептис-Магну и другие. В то время считалось, что лучшие гранаты растут именно в Карфагене. Второе название, буквально означающее «зернистое яблоко» — malum granatum, легло в основу названий этого плода на других языках: в немецком — Granatapfel (нем. Apfel — яблоко), эстонском — granaatõun (эст. õun — яблоко) итальянском — melograno (итал. mela — яблоко), шведском — Granatäpple, испанском — Granada, французском — Grenade и английском — pomegranate (от латинского pomum — плод).

## Производные названия
Название осколочного боеприпаса — «граната» — произошло от названия плодов граната, так как ранние виды гранат по форме и размерам походили на плод и по аналогии с зёрнами, находящимися внутри плода, и разлетающимися осколками гранаты.
Одно из родовых названий-синонимов растений семейства Страстоцветные — «Гранадилла» (Granadilla) — произошло от названия плодов граната, так как имели сходство с ними.
В Южной Африке произрастает растение Burchellia bubalina Sims, которое также часто в обиходе местных жителей называется «диким гранатом» (англ. Wild pomegranate).

## Ботаническое описание

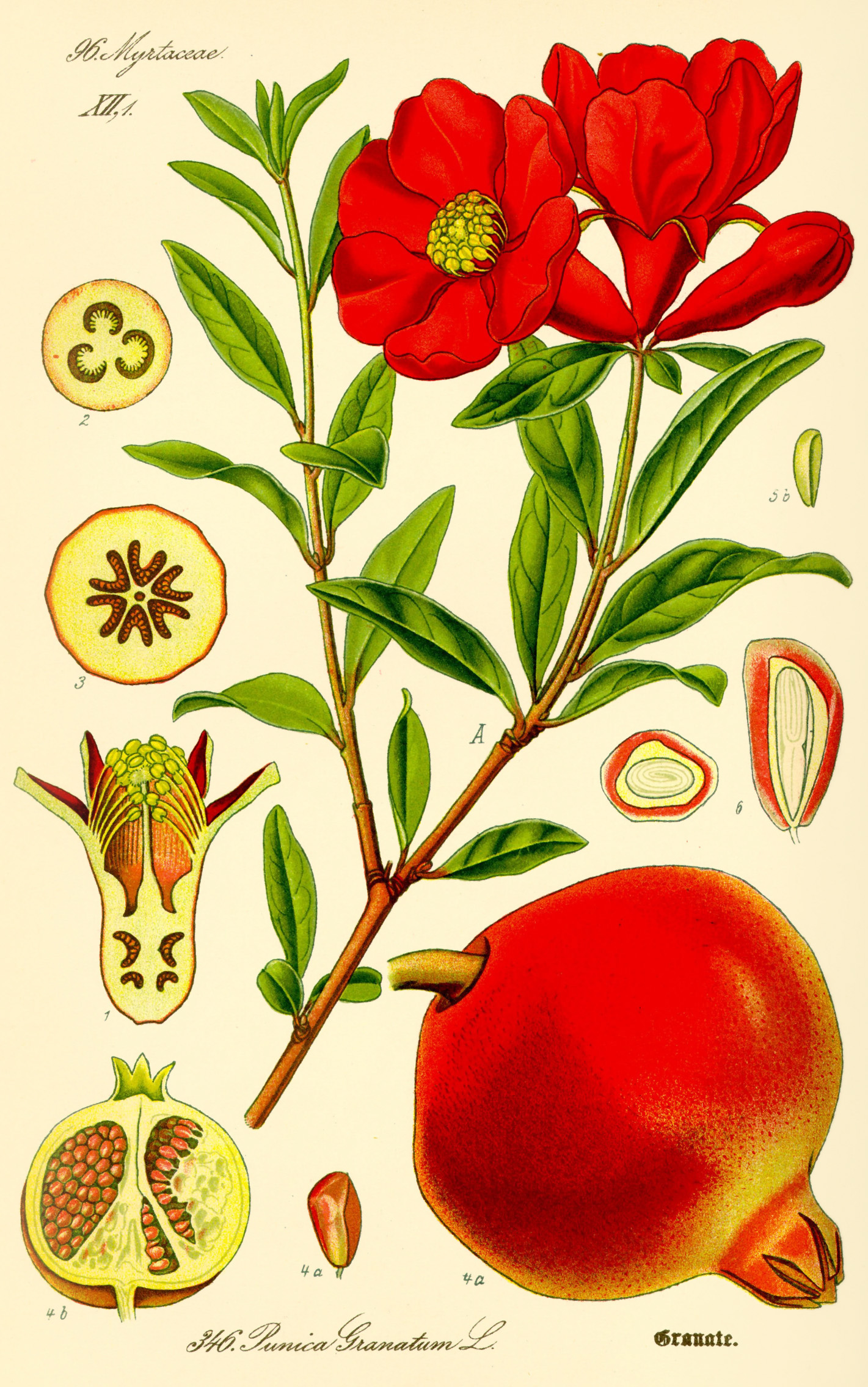
Гранат.

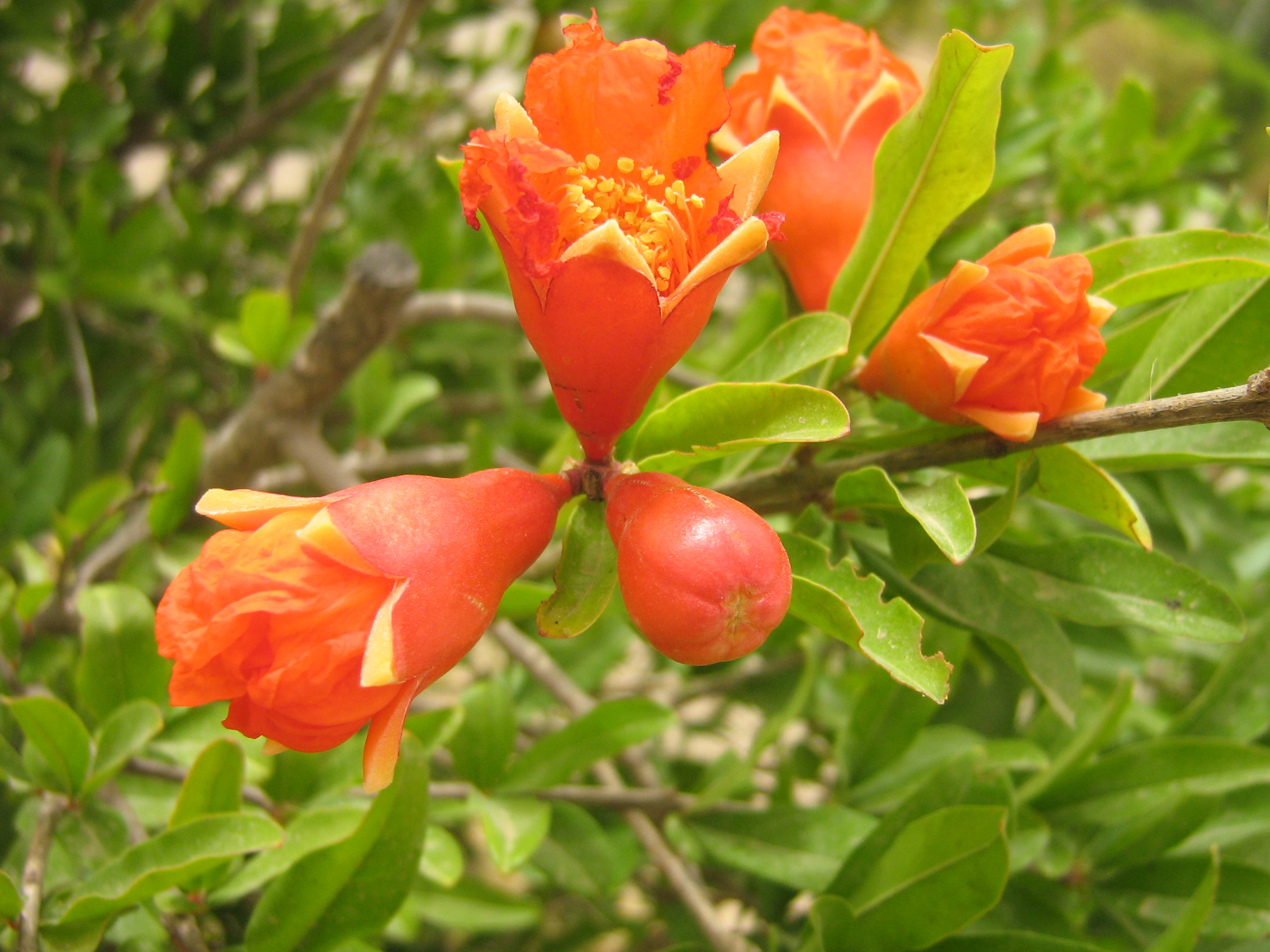
Цветущий гранат

Листопадный плодовый кустарник или дерево, достигающий в высоту до 5—6 м. Ветви тонкие, колючие, листья глянцевые, цветки воронковидные оранжево-красные диаметром 2,5 см и более. Цветки у граната в основном двух типов: одни — обоеполые, кувшинообразные, завязывают плоды, другие — колокольчатой формы, плодов не завязывают. Встречаются цветки промежуточных форм.
Чашечка окрашенная, кожистая, с 5—7 мясистыми треугольными лопастями. Лепестки и тычинки прикреплены в зеве чашечки; столбик один с утолщённым слегка лопастным рыльцем. В домашних условиях — кустарник или деревце высотой около 1,5—2 м.
Образует шаровидные плоды, имеющие ботаническое название «гранатина», — крупные, с кожистым околоплодником и сохраняющейся чашечкой. Цвет кожуры от оранжево-жёлтой до буро-красной. Отдельные плоды некоторых сортов достигают 15—18 см в диаметре. Семена многочисленные, до 1000—1200 и более в одном плоде, находятся в 6—12 камерах или гнёздах, расположенных в два яруса. Каждое семя окружено сочным съедобным покровом - видоизменённой семенной кожурой.

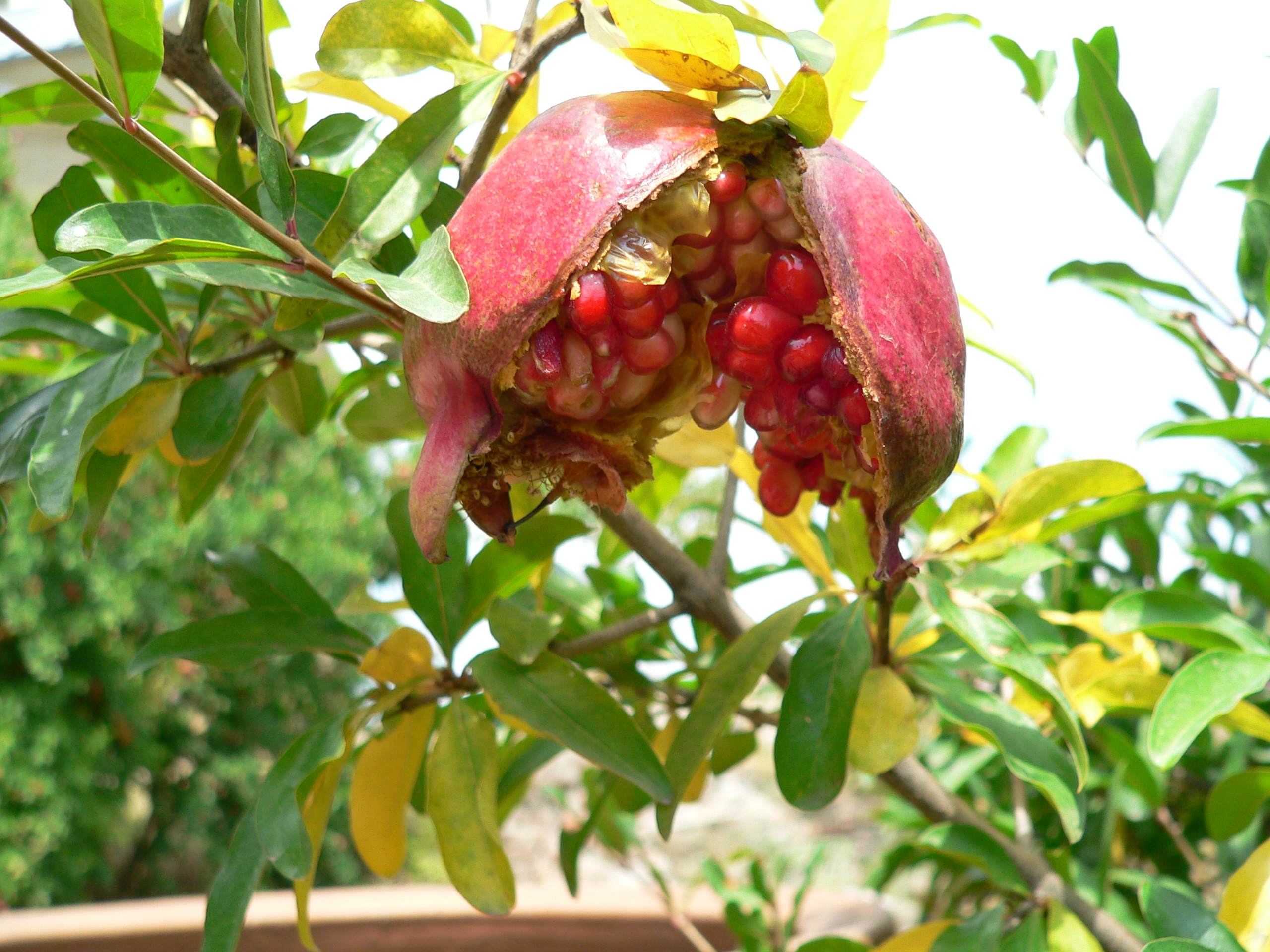
Плод гранатового дерева. Тбилиси

Растение светолюбиво, требует яркого освещения без притенения летом. При недостатке света гранат не цветёт.

## Географическое распространение и происхождение

Гранатовое дерево, Мегри, Армения

Дикорастущий гранат обыкновенный (Punica granatum) встречается в Южной Европе и в Западной Азии (до Гималаев), другой вид граната — сокотранский (Punica protopunica) — известен только на острове Сокотра в Аравийском море.
Культивируется только гранат обыкновенный. Культура граната распространена по всему земному шару в тропиках и субтропиках полосой от 41° ю. ш. до 46° с. ш. Его возделывают в Афганистане, Иране, в Средней Азии, странах Ближнего Востока, на Кавказе, в Южной Европе, странах бывшей Югославии и в Крыму.
Возникновение рода Гранат относится к отдалённым геологическим временам — концу мелового периода и началу третичного.

## Классификация

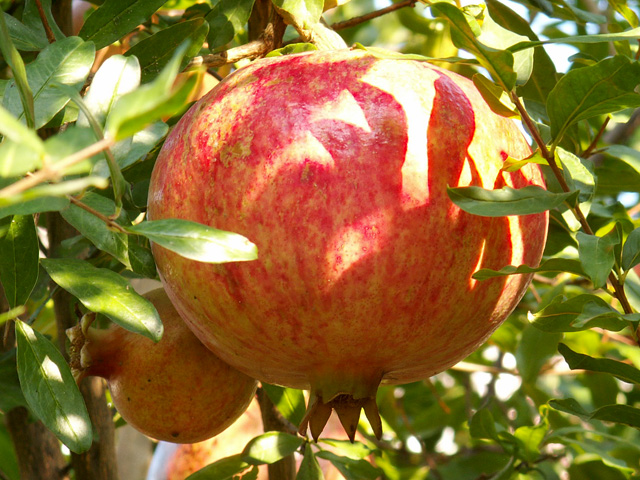
Плод Punica granatum

### Систематическое положение рода
Традиционно род Гранат выделяли в собственное семейство Punicaceae. В соответствии с более поздними исследованиями, в рамках классификации APG род помещается в семейство Дербенниковые (Lythraceae).

### Виды
В роде выделяют всего два вида Punica granatum L. — гранат обыкновенный и Punica protopunica Balf. — гранат сокотранский, или гранат протопуника — эндемик йеменского острова Сокотра, отличающийся розовыми, а не красными цветками и менее сладкими и крупными плодами.

## Хозяйственное значение

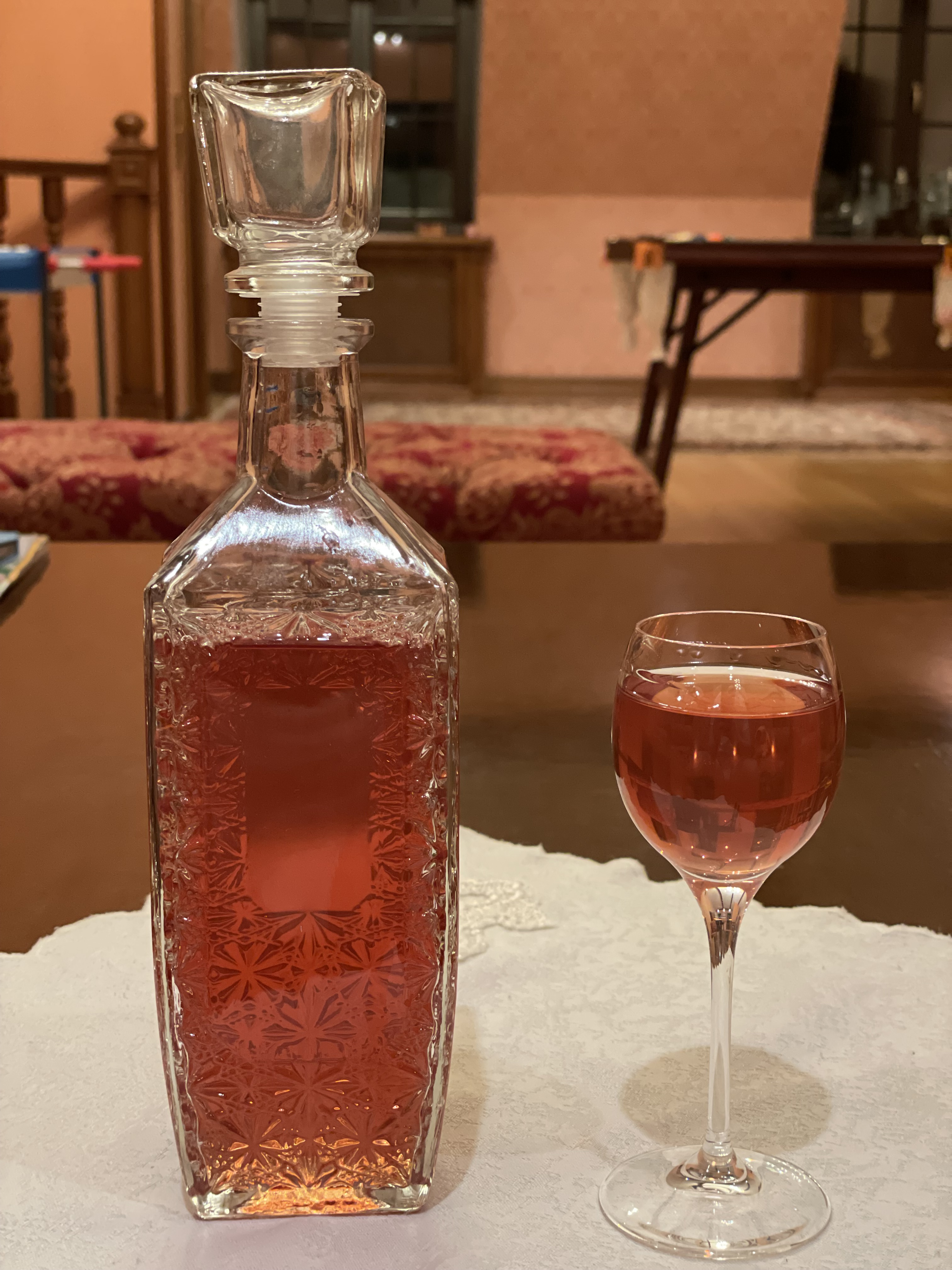
Домашняя гранатовая настойка

Гранат относится к наиболее популярным плодовым растениям населения, проживающего в районах субтропической зоны и некоторых стран тропического пояса земного шара.
Урожайность составляет 50—60 кг с дерева. Плоды граната богаты сахарами, таннинами, витамином C, содержат клетчатку, минеральные вещества и микроэлементы: кальций, магний, калий, марганец, натрий. Плоды дают до 60 % сока с высоким содержанием антоцианов. В соке культурных сортов граната находится от 8 до 20 % сахара (глюкоза и фруктоза), до 10 % лимонной, яблочной, щавелевой и других органических кислот, фитонциды, азотистые вещества, танины, сернокислые, хлористые и другие соли. В околоплоднике, корнях и коре содержится до 32 % дубильных веществ. Гранатовый сок полезен при малокровии, отвар кожуры и плёнчатых перегородок — при ожогах и расстройствах желудка. Мякоть семян красноватая, используется в десертах и салатах, а также для приготовления прохладительных напитков, водочных и спиртовых настоек.

## Гранат в культуре

### В кино
«Цвет граната» — поэтическая кинопритча Сергея Параджанова об армянском поэте Саят-Нове, снятая в 1968 году на киностудии «Арменфильм». Авторское название — «Саят-Нова».

### В спорте
Этот замечательный фрукт стал одним из символов и логотипом Европейских игр 2015  в Баку.